# Mega Spileo

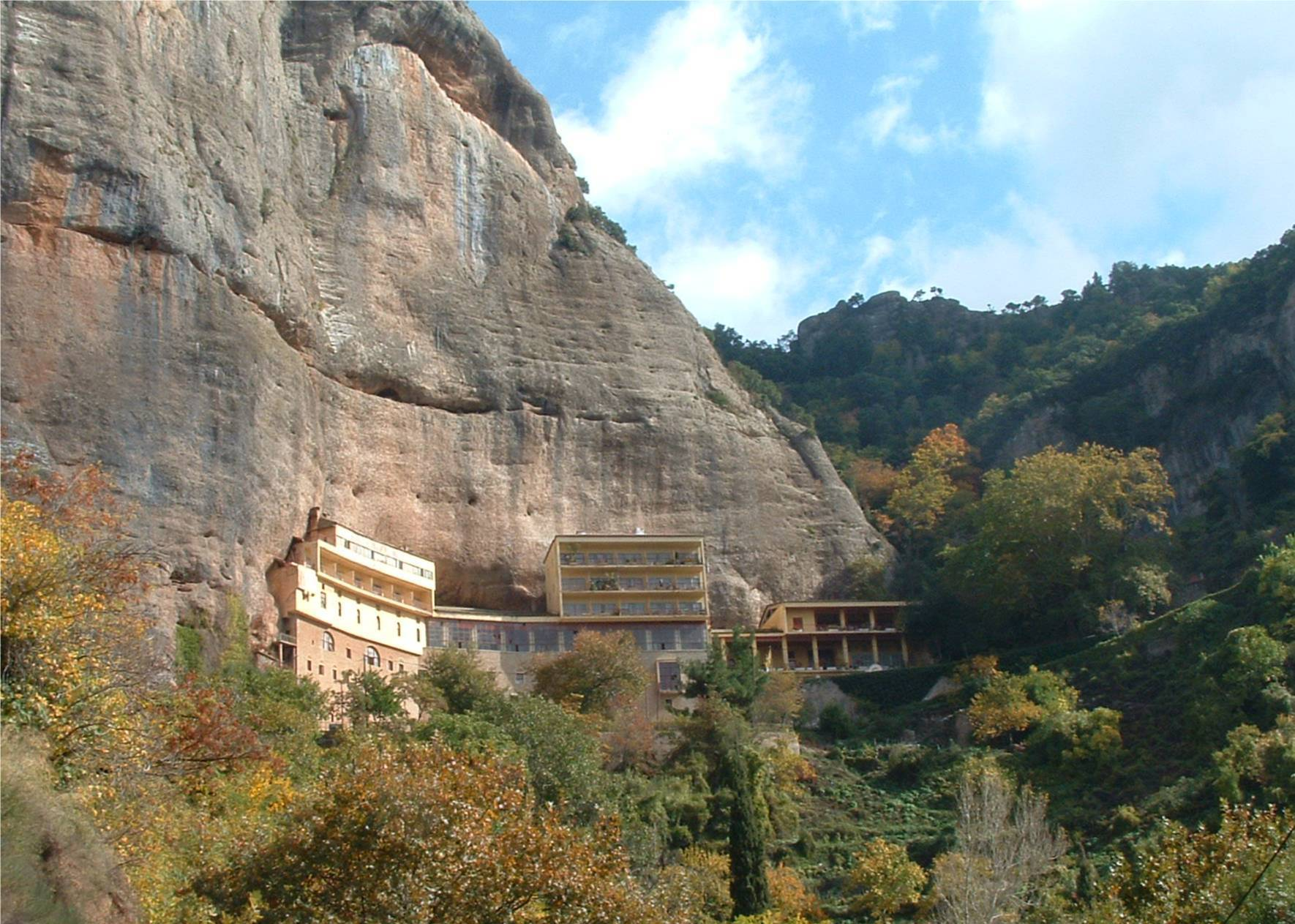
Het klooster Mega Spileo

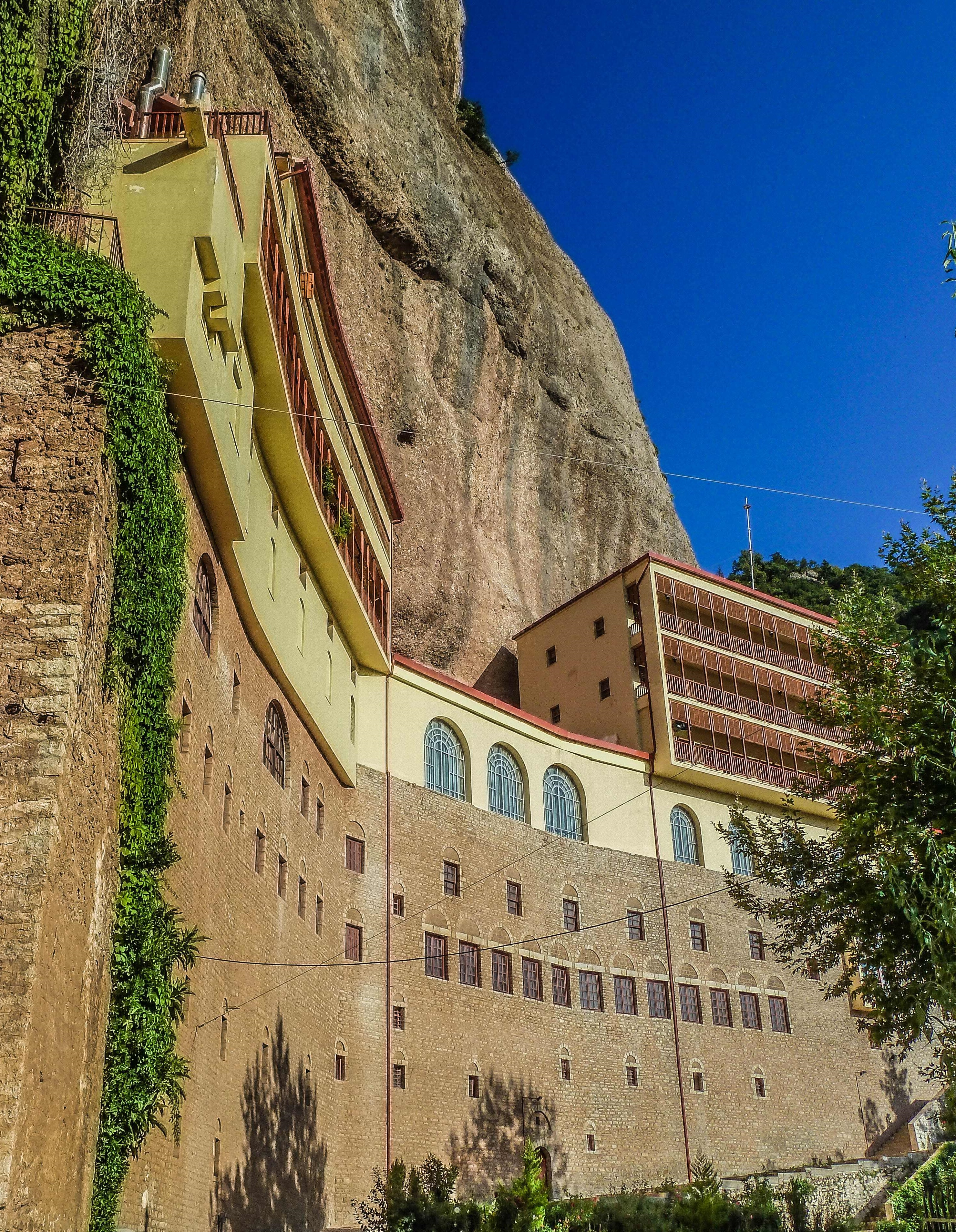
Het klooster Mega Spileo

Het klooster Mega Spileo(n) (Grieks: Μέγα Σπήλαιον, d.i. Grote Spelonk) ligt in het binnenland van de Peloponnesos, in het dal van de Vouraïkos-rivier. Het is een van de grootste kloosters in Griekenland, en is genoemd naar de grote natuurlijke holte in de rotswand waartegen de kerk en een deel van de kloostergebouwen werden aangebouwd. 
Hoewel de exacte ouderdom onbekend is, neemt men aan dat dit het oudste klooster van Griekenland is. Volgens de overlevering zou het in 362 gesticht zijn door twee vrome kluizenaars, Simon en Theodoros, nadat in de bewuste spelonk een wonderbaarlijke Moeder Gods-icoon zou zijn gevonden door een herderinnetje, Euphrosyne, wier naam door de icoon werd gefluisterd. De icoon zou het werk zijn van de evangelist Lucas en heeft naar verluidt wonderen verricht. Om die reden is het een drukbezocht bedevaartsoord. Net als de Agia Lavra speelde het een belangrijke rol in de opstand tegen de Turken, en werd belegerd door de soldaten van Ibrahim Pasja. 
In de Middeleeuwen zou het een van de rijkste kloosters van Griekenland zijn geweest, maar het werd verschillende malen door brand geteisterd en telkens weer heropgebouwd. Dat gebeurde in 1400, 1640 en 1934. Op weg naar Kalavryta waar zij, als wraak voor het verlies van tachtig Duitse soldaten, de gehele mannelijke bevolking vermoordden bezochten de nazi-troepen in 1943 het klooster. Ze vermoordden er een aantal monniken, bedienden en bezoekers en gooiden de lijken van de rotsen naar beneden. Onder de slachtoffers bevond zich de diaken die tijdens de brand van 1934 de wonderbaarlijke icoon uit de vlammen had gered.
De kloosterkerk genaamd Panagía Chrysospiliótissa (d.i. "de Moeder Gods in de Gouden Grot") bevat naast de wonderbaarlijke icoon talrijke relikwieën en ex voto's. In de schatkamer worden kledingstukken en wapens van vrijheidsstrijders tentoongesteld, evenals oude manuscripten, iconen en andere waardevolle religieuze voorwerpen die aantonen hoe rijk het klooster ooit moet zijn geweest.